# Parapiptadenia zehntneri
Parapiptadenia zehntneri är en ärtväxtart som först beskrevs av Hermann August Theodor Harms, och fick sitt nu gällande namn av Marli Pires Morim de Lima och Haroldo Cavalcante de Lima. Parapiptadenia zehntneri ingår i släktet Parapiptadenia och familjen ärtväxter. IUCN kategoriserar arten globalt som nära hotad. Inga underarter finns listade i Catalogue of Life.